# William Kent Krueger
William Kent Krueger (Torrington, 16 novembre 1950) è uno scrittore statunitense.

## Biografia
Nato il 16 novembre 1950 a Torrington, nel Wyoming, vive e lavora a Saint Paul, nel Minnesota.
Ha studiato all'Università di Stanford, ma ha lasciato gli studi in seguito a divergenze con l'amministrazione durante le proteste studentesche degli anni '70. Ha quindi svolto numerosi mestieri tra i quali operaio edile, trasportatore di legname e giornalista freelance.
È principalmente noto per la serie di romanzi gialli aventi per protagonista lo sceriffo Cork O’Connor arrivata al 2018 al quattordicesimo capitolo e vincitrice dei più prestigiosi riconoscimenti del settore.

## Opere

### Serie Cork O'Connor
- La foresta di ghiaccio (Iron Lake) (1998), Milano, Mondadori, 1999 traduzione di Antonella Pieretti
- Boundary Waters (1999)
- Purgatory Ridge (2001)
- Blood Hollow (2004)
- Mercy Falls (2005)
- Copper River (2006), Milano, Mondadori, 2008 traduzione di Fabrizio Pezzoli
- La baia delle nebbie (Thunder Bay) (2007), Milano, Mondadori, 2014 traduzione di Giuseppe Settanni
- Red Knife (2008)
- La montagna del diavolo (Heaven's Keep) (2009), Milano, Mondadori, 2012 traduzione di Giancarlo Carlotti
- La miniera di sangue (Vermilion Drift) (2010), Milano, Mondadori, 2014 traduzione di Giuseppe Settanni
- Il lago della paura (Northwest Angle) (2011), Milano, Mondadori, 2015 traduzione di Giuseppe Settanni
- Trickster's Point (2012)
- Tamarack County (2013)
- Windigo Island (2014)

### Altri romanzi
- The Devil's Bed (2003)
- La natura della grazia (Ordinary Grace) (2013), Vicenza, Neri Pozza, 2017 traduzione di Alessandro Zabini ISBN 978-88-545-1523-9
- Questa terra così gentile (Tender Land) (2019), Vicenza, Neri Pozza, 2021 traduzione di Alessandra Petrelli ISBN 978-88-545-2178-0
- The River We Remember (2023), Atria Books, Simon & Schuster

## Riconoscimenti
- Anthony Award: 2005 per Blood Hollow, 2006 per Mercy Falls e 2014 per La natura della grazia
- Premio Dilys: 2008 per La baia delle nebbie e 2014 per La natura della grazia
- Edgar Award: 2014 per La natura della grazia
- Premio Macavity: 2014 per La natura della grazia
- Premio Barry per il miglior romanzo: 2014 per La natura della grazia
- Premio Barry per il miglior romanzo d'esordio: 1999 per La foresta di ghiaccio